# Pedro Guerra (político peruano)
Pedro Guerra fue un político peruano. 
Fue elegido diputado por la provincia de Chumbivilcas en 1876 durante el gobierno de Mariano Ignacio Prado y reelecto en 1879 durante el gobierno de Nicolás de Piérola y la guerra con Chile.  